# Issoria bismarckensis
Issoria bismarckensis är en fjärilsart som beskrevs av Talbot 1932. Issoria bismarckensis ingår i släktet Issoria och familjen praktfjärilar. Inga underarter finns listade i Catalogue of Life.